# 超级索尼子 (动画)
《超級索尼子》是由WHITE FOX所製作的日本電視動畫。
亦為以Nitro+的虛構代言人SUPERSONICO作主題，其中之一的多媒體作品。

## 概要
2013年9月電視動畫化發表。2014年1月6日開始於AT-X、TOKYO MX、SUN電視台、KBS京都、愛知電視台、BS11等電視台開始播放。同時亦於NICONICO動畫、d Anime Store等網路發佈。

## 故事簡介
就讀大學的超級索尼子，除了是個學生，也擔當遊戲角色、寫真偶像、平面模特兒以及服務員的工作，還跟富士見鈴、綿拔風璃一同組成了三人樂團「第一宇宙速度」，並在其中擔任主唱兼吉他手。性格努力、唯一的缺點是優柔寡斷的她，卻也認真度過屬於她的每一天。
在有一次的表演中，因鈴和風璃的缺席，索尼子只能獨自登上舞台，然而這次的表演成為她人生的轉捩點。

## 登場人物

### 第一宇宙速度
三人樂團，樂團名稱由團長富士見鈴所取。意義在動畫第二集中索尼子說「第一宇宙速度為火箭矲脫地球的重力後永恆速度，希以第一宇宙速度飛奔成為我們星球的明星」。
實際上，第一宇宙速度又稱環繞速度，也就是衛星的速度，符合該句後面成為我們星球的明星。但它並未完全擺脫地球的重力，而是與重力保持一種平衡。
超級索尼子（配音員：超級索尼子）
主角，18歲的大學生，就讀武藏野的武佐坂理科大學海洋生物學系（以亞細亞大學為模板，但該校無此系所），個性單純又優柔寡斷的少女，小時候因對搖滾樂有興趣而向奶奶學習吉他。
偶像組合「第一宇宙速度」中擔任主唱兼吉他手，因身兼模特兒打工而經常請假，但大學成績很好。
雖然沒有加入學校輕音部，但人氣依然很高，據輕音部部長說：「索尼子出席的時候，我們部部員的出席率也會變高！」
養有五隻貓，分別叫「叉」、「燒」、「麵」、「魚卷」、「茶葉蛋」。每天早上都要擔當叫索尼子起床的重任。
富士見鈴（配音員：後藤麻衣）
為偶像組合「第一宇宙速度」隊長兼低音吉他手。富士見惠那的姊姊。
平時在秋葉原的「super nova」裏打工，擅長摔跤，殺手鐧為飛身踢。
綿拔風璃（配音員：尾崎真實）
為偶像組合「第一宇宙速度」鼓手。擁有媲美超級索尼子的身材，在動漫第九集代替分身乏術的索尼子，身穿比基尼參加武佐坂理科大學大學祭校園選美獲特別獎。
慢性子又單純，很容易相信別人。喜歡吃，特別是肉包。

### 索尼子所屬事務所
北村經紀人（配音員：竹内良太）
無時無刻都戴著日本鬼般若面具，有著超級賽亞人般的髮型。隨身攜帶日本刀。
據商店街的人們說，北村先生非常受外國遊客的歡迎。
櫻花 / 殺戮院 鏖禍（配音員：金元壽子）
與索尼子同個事務所的前輩偶像。

### 超新星
店長（配音員：沖佳苗）
超新星的店長，曾提出免費借場地給索尼子她們練習。
米娜（配音員：牧野由依）
富士見鈴打工的超新星店員，是個出身和家教都很好的大小姐。

### 其他登場人物
超級索尼子的奶奶（配音員：井上喜久子）
本名玲奈，經營居酒屋。年輕時是個大美人，走在時尚前沿。
據居酒屋的常客所述，似乎年輕的時候非常喜歡嘗試新事物。
富士見惠那（配音員：榊原由依）
富士見鈴的妹妹，興趣為推理。
苫野恭子（配音員：伊藤靜）
出現在第4集。索尼子中學時代的輕音部前輩。
是索尼子玩搖滾的引路人。以前在雨天因為一曲〈moolight star〉與索尼子結識，將索尼子吸引進輕音部，並將吉他「day dream」送給索尼子。
紀本沙耶香（配音員：豐口惠）
出現在第5集。武藏野出版的記者，曾對索尼子進行貼身採訪。
喜歡小說，同時也想成為小說家，最終話中撰寫的小說得到了新人獎。
佐倉佳代乃（配音員：柚木涼香）
出現在第7集，索尼子搭乘夜行巴士獨自前往新潟旅行時，坐在旁邊的女性。
井守五月（配音員：高橋美佳子）
在新潟從事工藝的女性。索尼子獨自前往新潟旅行時，躲雨遇到的對象。
彩香（配音員：竹内惠美子）
索尼子家附近住的小孩。爸爸出差在國外（其實是考取了聖誕老人的執照，在做聖誕老人）。聖誕節許願希望爸爸能回家。

## 製作人員
- 原作：SUPERSONICO（Nitro+）
- 原作人物設計：津路參汰[1]
- 原作監修：徒步十分
- 監督：川村賢一[1]
- 劇本：黑田洋介[1]
- 人物設計、總作畫監督：田村正文[1]
- 美術監督：高峯義人[1]
- 色彩設計：佐藤美由紀[1]
- 攝影監督：峰岸健太郎[1]
- 編輯：後藤正浩[1]
- 音樂：坂部剛[1]
- 音響監督：蝦名恭範[1]
- 音樂製作：波麗佳音[1]
- 製片人：福場一義、土居由直、大澤信博、岩佐岳
- 共同製片人：石原良一、荒井準、村松裕基、山崎史紀、福田順、田島宏行、原田鐵平、礒谷德知、林洋平、川上龍太郎
- 動畫製作人：岩佐岳
- 企劃製作：GENCO
- 動畫製作：WHITE FOX[1]
- 製作：SONIANI Project[1]

## 主題曲
片頭曲
「Beat goes on！」（第1話）
作詞、作曲、編曲：村井大，歌：SUPERSONICO
「超級索尼♥（すぱそにっ♥）」（第2話─第6話、第8話─第11話）
作詞、作曲、編曲：山崎真吾，歌：SUPERSONICO
片尾曲
「LOVE THE WORLD」（第1話）
作詞：超級索尼子；作曲：村上正芳；編曲：第一宇宙速度+村上正芳；歌：第一宇宙速度
「天戀颶風（スカイラブハリケーン）」（第2話）
作詞：超級索尼子；作曲：平田博信；編曲：第一宇宙速度+平田博信；歌：第一宇宙速度
「夏日幻想（サマーイリュージョン）」（第3話）
作詞：超級索尼子；作曲：平田博信；編曲：第一宇宙速度+平田博信；歌：第一宇宙速度
「 〜MOONLIGHT STAR〜」（第4話）
作詞、作曲：Global Grave；編曲：Global Grave、平田博信；歌：第一宇宙速度
「水晶・夢幻（クリスタル・ドリーム）」（第5話）
作詞：超級索尼子；作曲：村上正芳；編曲：第一宇宙速度+村上正芳；歌：第一宇宙速度
（第6話）
作詞：超級索尼子；作曲：村上正芳；編曲：第一宇宙速度+村上正芳；歌：第一宇宙速度
「星雨（スターレイン）」（第7話）
作詞：超級索尼子；作曲：平田博信；編曲：第一宇宙速度+平田博信；歌：第一宇宙速度
（第8話）
作詞：超級索尼子；作曲：平田博信；編曲：第一宇宙速度+平田博信；歌：第一宇宙速度
「去！去！（ゴー！ゴー！）」（第9話）
作詞：超級索尼子；作曲：平田博信；編曲：第一宇宙速度+平田博信；歌：第一宇宙速度
「Affection」（第10話）
作詞：超級索尼子；作曲：村上正芳；編曲：第一宇宙速度+村上正芳；歌：第一宇宙速度
（第11話）
作詞：超級索尼子；作曲：平田博信；編曲：第一宇宙速度+平田博信；歌：第一宇宙速度
插入曲
（第3話）
作詞：超級索尼子；作曲：平田博信；編曲：第一宇宙速度+平田博信；歌：第一宇宙速度
「mighty heart」（第4話）
作詞：超級索尼子；作曲：村上正芳；編曲：第一宇宙速度+村上正芳；歌：第一宇宙速度
（第4話）
作詞：超級索尼子；作曲：平田博信；編曲：第一宇宙速度+平田博信；歌：第一宇宙速度
「GIRL PUNK」（第5話）
作詞：超級索尼子；作曲：村上正芳；編曲：第一宇宙速度+村上正芳；歌：第一宇宙速度
（第6話）
作詞：超級索尼子；作曲：平田博信；編曲：第一宇宙速度+平田博信；歌：第一宇宙速度
「（UZUKI）」（第9話）
作詞：Ken1；作曲、編曲：榊原秀樹；歌：VERTUEUX
（第12話）
作詞：超級索尼子；作曲：平田博信；編曲：第一宇宙速度+平田博信；歌：第一宇宙速度
「LOVE THE WORLD」（第12話）
作詞：超級索尼子；作曲：村上正芳；編曲：第一宇宙速度+村上正芳；歌：第一宇宙速度
（第12話）
作詞：超級索尼子；作曲：村上正芳；編曲：第一宇宙速度+村上正芳；歌：第一宇宙速度
（第12話）
作詞：超級索尼子；作曲：平田博信；編曲：第一宇宙速度+平田博信；歌：第一宇宙速度
（第12話）
作詞：超級索尼子；作曲：平田博信；編曲：第一宇宙速度+平田博信；歌：第一宇宙速度
「OVER THE FUTURE」（第12話）
作詞：超級索尼子；作曲：村上正芳；編曲：第一宇宙速度+村上正芳；歌：第一宇宙速度
（第12話）
作詞：超級索尼子；作曲：平田博信；編曲：第一宇宙速度+平田博信；歌：第一宇宙速度
「SUPERORBITAL」（第12話）
作詞：超級索尼子；作曲：村上正芳；編曲：第一宇宙速度+村上正芳；歌：第一宇宙速度

## 各話列表
| 話數      | 日文標題  | 中文標題           | 劇本     | 分鏡       | 演出       | 作畫監督             |
| --------- | --------- | ------------------ | -------- | ---------- | ---------- | -------------------- |
| session1  |           | 我會加油的喔～♪    | 黑田洋介 | 川村賢一   | 川村賢一   | 田村正文             |
| session2  |           | 第一宇宙速度       | 黑田洋介 | 川村賢一   | 武藤信宏   | 木宮亮介             |
| session3  |           | 索尼子，前往沖繩   | 黑田洋介 | 田村正文   | 松村政輝   | 兵渡勝               |
| session4  |           | 白日夢             | 黑田洋介 |            | 土屋浩幸   | 池田有               |
| session5  | New World | 新的世界           | 黑田洋介 | 川村賢一   | 江口大輔   | 井元一彰、大和田彩乃 |
| session6  |           | 亡者的航行         | 黑田洋介 | 岩畑剛一   | 土屋浩幸   | 中田正彥             |
| session7  |           | 流星雨             | 黑田洋介 | 中山奈緒美 | 中山奈緒美 | 木宮亮介             |
| session8  |           | 超級索尼子殺人案件 | 黑田洋介 | 橋本裕之   | 橋本裕之   | 池田有               |
| session9  |           | 索尼子最長的一天   | 黑田洋介 | 川村賢一   | 西村正輝   | 佐藤天昭             |
| session10 |           | 拉麵配半碗飯       | 黑田洋介 | 小澤一浩   | 小澤一浩   | 池上太郎             |
| session11 |           | 聖誕老人到街上來了 | 黑田洋介 | 岩畑剛一   | 土屋浩幸   | 中田正彥             |
| session12 |           | 身在此處♪          | 黑田洋介 | 川村賢一   | 川村賢一   | 田村正文、大和田彩乃 |

## 播放電視台
日本深夜動畫：下文記載的日本国内播放時間使用日本標準時間（UTC+9）表示。因為部分時間标识會採用30小时制，因此請留意这类超过24:00的时间，其實際播放時間為翌日清晨。
| 播放地區 | 播放電視台   | 播放日期              | 播放時間（UTC+9）         | 所屬聯播網 | 備註           |
| -------- | ------------ | --------------------- | ------------------------- | ---------- | -------------- |
| 日本全國 | AT-X         | 2014年1月6日－3月24日 | 星期一 20時30分－21時00分 | 衛星電視   | 有重播         |
| 兵庫縣   | SUN電視台    | 2014年1月6日－3月24日 | 星期一 23時30分－24時00分 | 獨立UHF局  |                |
| 東京都   | TOKYO MX     | 2014年1月6日－3月24日 | 星期一 24時30分－25時00分 | 獨立UHF局  |                |
| 京都府   | KBS京都      | 2014年1月6日－3月24日 | 星期一 25時30分－26時00分 | 獨立UHF局  |                |
| 愛知縣   | 愛知電視台   | 2014年1月6日－3月24日 | 星期一 26時35分－27時05分 | 東京電視網 |                |
| 日本全國 | BS11         | 2014年1月6日－3月24日 | 星期一 27時30分－28時00分 | 衛星電視   | 『ANIME+』節目 |
| 日本全國 | NICONICO直播 | 2014年1月7日－3月25日 | 星期二 23時00分－23時30分 | 網路電視   |                |
| 日本全國 | NICONICO動畫 | 2014年1月7日－3月25日 | 星期二 23時30分 更新      | 網路電視   |                |

## 藍光／DVD
| 卷 | 發售日        | 收錄話         | 規格編號   | 規格編號   | 規格編號   |
| 卷 | 發售日        | 收錄話         | 藍光初回版 | 藍光通常版 | DVD初回版  |
| -- | ------------- | -------------- | ---------- | ---------- | ---------- |
| 1  | 2014年3月19日 | 第1話－第2話   | PCXG-50371 | PCXG-50381 | PCBG-52301 |
| 2  | 2014年4月25日 | 第3話－第4話   | PCXG-50372 | PCXG-50382 | PCBG-52302 |
| 3  | 2014年5月21日 | 第5話－第6話   | PCXG-50373 | PCXG-50383 | PCBG-52303 |
| 4  | 2014年6月18日 | 第7話－第8話   | PCXG-50374 | PCXG-50384 | PCBG-52304 |
| 5  | 2014年7月16日 | 第9話－第10話  | PCXG-50375 | PCXG-50385 | PCBG-52305 |
| 6  | 2014年8月20日 | 第11話－第12話 | PCXG-50376 | PCXG-50386 | PCBG-52306 |

## 外部連結
- そにアニ （页面存档备份，存于）－電視動畫官方網頁（日語）
- 超级索尼子的X（前Twitter）（日語）